# Plátano (manzana)
Plátano es el nombre de una variedad cultivar de manzano (Malus domestica). Esta manzana es originaria de Galicia, está cultivada en la colección de árboles frutales y banco de germoplasma de Mabegondo con el Nº 86; ejemplares procedentes de esquejes localizados en el San Cosme de Nogueirosa, parroquia del municipio de Puentedeume (La Coruña).

## Sinónimos
- "Manzana Plátano",[4][5]
- "Maceira Plátano".

## Características
El manzano de la variedad 'Plátano' tiene un vigor vigoroso. Tamaño grande y porte erguido.
Época de inicio de brotación a partir del 21 de abril y de floración a partir de 13 de mayo.
Las hojas tienen una longitud del limbo de tamaño medio, con la máxima anchura del limbo media. Longitud de las estípulas es media y la máxima anchura de las estípulas es estrecha. Denticulación del borde del limbo es serrado, con la forma del ápice del limbo acuminado y la forma de la base del limbo es agudo. Con subestípulas presentes.
Sus flores tienen una longitud de los pétalos desconocido, anchura de los pétalos es desconocido, disposición de los pétalos desconocido, con una longitud del pedúnculo desconocido.
La variedad de manzana 'Plátano' tiene un fruto de tamaño medio, de forma globoso-cónica, de color amarillo, con chapa lavada, e intensidad pálida. Epidermis de textura suave, sin pruina en su superficie y con presencia de cera débil. Sensibilidad al "russeting" (pardeamiento áspero superficial que presentan algunas variedades)  muy poco sensible. Con lenticelas de tamaño pequeño.
Los sépalos están dispuestos de forma parcialmente replegados, y superpuestos en su base; su fosa calicina es poco profunda y de una anchura media. Pedúnculo de grosor estrecho y de longitud medio, siendo la cavidad peduncular de una profundidad poco profunda y de anchura estrecha. Con pulpa de color blanca, cuya firmeza es intermedia y textura intermedia; su jugosidad es intermedia, con sabor de acidez media-alta, y poco aromática.
Época de maduración y recolección es el 24 de septiembre. 'Plátano' es una manzana que su destino es la conservación de esta variedad en el banco de germoplasma de Mabegondo como reserva genética.

## Susceptibilidades
- Oidio: ataque débil
- Moteado: no presenta
- Raíces aéreas: no presenta
- Momificado: no presenta
- Pulgón lanígero: no presenta
- Pulgón verde: ataque medio
- Araña roja: no presenta
- Chancro del manzano: no presenta[3]